# Liste der Staatsoberhäupter 928
Übersicht
◄◄ | ◄ | 924 | 925 | 926 | 927 | Liste der Staatsoberhäupter 928 | 929 | 930 | 931 | 932 | ► | ►►

Weitere Ereignisse

## Afrika
- Äthiopien
  - Kaiser (Negus Negest): Tatadim (919–959)

- Fatimiden
  - Kalif: Abdallah al-Mahdi (910–934)

## Asien
- Armenien
  - König: Aschot II. (914–928)
  - König: Abas I. (928–952)

- Bagan
  - König: Tannet (906–934)

- Champa
  - König: Indravarman III. (918–959)

- China
  - Kaiser: Lǐ Sìyuán (926–933)
  - Liao (in Nordchina)
    - Kaiser: Liao Taizong (926–947)

- Georgien
  - König: David II. (923–937)

- Indien
  - Östliche Chalukya
    - König: Vikramaditya II. (927–928)
    - König: Yuddamalla II. (928–935)

  - Chola
    - König: Paranthaha I. (907–955)

  - Pala
    - König: Rajyapala (908–945)

  - Pratihara
    - König: Samrat Mahipala (914–943)

  - Rashtrakuta
    - König: Indra III. (914–929)

- Iran
  - Saffariden
    - Herrscher: Abu Dschafar Ahmad (923–963)

  - Samaniden
    - Herrscher: al-Amir as-Said Nasr (914–943)

- Japan
  - Kaiser: Daigo (897–930)

- Khmer
  - König: Ishanavarman II. (923–928)
  - König: Jayavarman IV. (928–941)

- Korea
  - Goryeo
    - König: Taejo (918–943), zu Lebzeiten König Wang Geon und posthum König Taejo genannt

  - Silla
    - König: Gyeongsun (927–935)

- Mataram
  - König: Wawa (924–929)

- Kalifat der Muslime
  - Kalif: al-Muqtadir (908–932)

## Europa
- Bulgarien
  - Zar: Peter I. (927–969)

- Burgund
  - König: Rudolf II. (912–937)

- Byzantinisches Reich
  - Kaiser: Konstantin VII. (913–959)

- England
  - König: Æthelstan (924–939)

- Westfrankenreich
  - König: Rudolf von Burgund (923–936)
  - Aquitanien
    - Herzog: Ebalus (927–935)

  - Auvergne
    - Graf: Robert I. (922–945)

  - Burgund (Herzogtum)
    - Herzog: Hugo der Schwarze (923–952)

  - Maine
    - Graf: Hugo I. (900–950)

  - Normandie
    - Herzog: Wilhelm I. (927–942)

  - Grafschaft Toulouse
    - Graf: Raimund III. (923–960)

- Ostfrankenreich
  - König: Heinrich I. (919–936)
    - Bayern
      - Herzog: Arnulf I. (907–937)

    - Böhmen
      - Herzog: Wenzel von Böhmen (921–929/935)

    - Flandern
      - Graf: Arnulf I. (918–964)

    - Holland
      - Graf: Dietrich I. (916–939)

    - Lothringen
      - Herzog: Eberhard (926–928)
      - Herzog: Giselbert von Lothringen (928–939)

    - Sachsen
      - Herzog: Heinrich I. (912–936)

    - Schwaben
      - Herzog: Hermann I. (926–949)

- Italien
  - Nationalkönig: Hugo I. (926–946)
  - Benevent
    - Herzog: Atenulf II. (911–940) auch Fürst von Capua

  - Ivrea
    - Markgraf: Berengar II. (925–964)

  - Kirchenstaat
    - Papst: Johannes X. (914–928)
    - Papst: Leo VI. (928)

  - Neapel
    - Herzog: Marinus I. (919–928)
    - Herzog: Johannes III. (928–968/969)

  - Salerno
    - Fürst: Waimar II. (900–946)

  - Toskana
    - Herzog: Guido von Tuszien (915–929)

  - Venedig
    - Doge von Venedig: Orso II. Particiaco (912–932)

- Kiewer Rus
  - Großfürst: Igor (912–945)

- Kroatien
  - König: Tomislav (910–928)
  - König: Trpimir II. (928–935)

- Norwegen
  - König: Harald I. (872–933)

- Raszien
  - Groß-Župan: Časlav Klonimirović (927–950)

- Schottland
  - König: Konstantin II. (900–943)

- Spanien
  - Grafschaft Barcelona
    - Graf: Sunyer I. (911–947)

  - Emirat von Córdoba
    - Emir: Abd ar-Rahman III. (912–961)

  - León
    - König: Alfons IV. (925–931)

  - Navarra
    - König: Jimeno (925–931)

- Ungarn
  - Großfürst: Zoltán (907–947)

- Wales
  - Gwynedd
    - Fürst: Idwal der Kahle (916–942)

  - Powys
    - Fürst: Llywelyn ap Merfyn (900–942)